# Aconitum kialaense
Aconitum kialaense är en ranunkelväxtart som beskrevs av Wen Tsai Wang. Aconitum kialaense ingår i släktet stormhattar, och familjen ranunkelväxter. Inga underarter finns listade i Catalogue of Life.